# Valérie Kaprisky

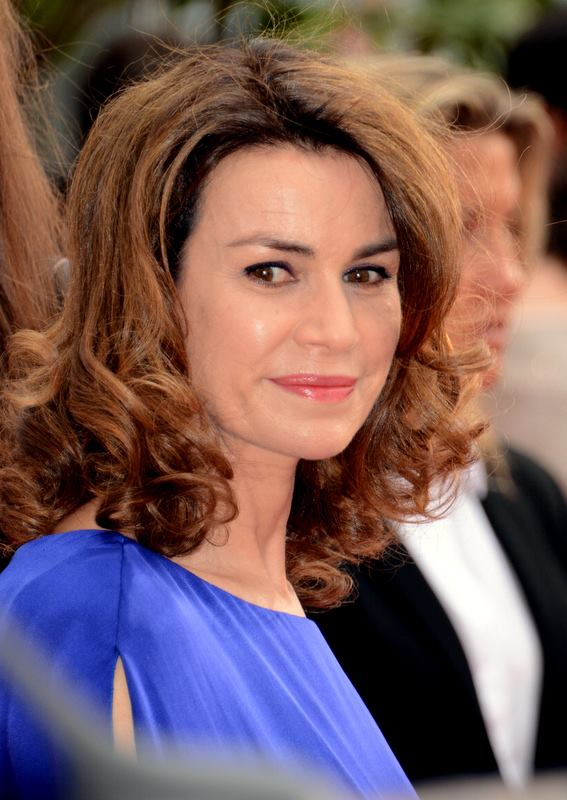
Valérie Kaprisky (2014)

Valérie Kaprisky (eigentlich Valérie Chérès; * 19. August 1962 in Neuilly-sur-Seine nahe Paris) ist eine französische Schauspielerin.

## Leben
Die polnischstämmige Valérie Kaprisky (Kaprisky (poln.: Kasprzycka) ist der Geburtsname ihrer Mutter) wuchs in Cannes auf und wurde dort bei den Filmfestspielen entdeckt. Sie betätigte sich als Fotomodell und erhielt erste Filmrollen.
Anfänglich trat Kaprisky vor allem in Erotikfilmen auf, bevor sie 1983 in die USA ging, um dort an der Seite Richard Geres ihr Debüt als Hauptdarstellerin in dem Film Atemlos zu geben, einer Neuverfilmung des französischen Films Außer Atem. Da der Film seinerzeit schlechte Kritiken erhielt, kehrte Valérie Kaprisky bereits 1984 wieder nach Frankreich zurück, wo sie für Film und Fernsehen arbeitet.
In Deutschland wurde sie durch den Film Super-Biester! (u. a. auch mit Désirée Nosbusch) bekannt. Größere Bekanntheit erlangte sie 1984 durch ihre Rolle im Film Die öffentliche Frau von Andrzej Żuławski. Für diese Rolle wurde sie im folgenden Jahr für den César nominiert. Später konnte sie nicht mehr an diese frühen internationalen Erfolge anknüpfen.

## Filmografie (Auswahl)
- 1981: Le jour se lève et les conneries commencent
- 1981: Les hommes préfèrent les grosses
- 1981: Super-Biester! ’Nen Freund zum Geburtstag (Une glace avec deux boules …)
- 1982: Brantôme 81: Vie de dames galantes
- 1982: Aphrodite – Im Wendekreis der Begierde (Aphrodite)
- 1982: Die Handlanger (Légitime violence)
- 1982: Atemlos (Breathless)
- 1983: Die öffentliche Frau (La femme publique)
- 1984: Teuflische Umarmung (L’année des méduses)
- 1985: La Gitane – Nichts als Ärger mit den Frauen (La gitane)
- 1988: Stradivari
- 1988: Mein Freund, der Verräter (Mon ami le traître)
- 1990: Geliebte Milena (Milena)
- 1991: 444 Tage – Amerika in Geiselhaft (L’Amérique en otage) (TV)
- 1993: Netz der Vergangenheit (La fine è nota)
- 1994: Il giorno del giudizio
- 1994: Im Zug der Leidenschaft (Mouvements du désir)
- 1995: Sag Ja! (Dis-moi oui)
- 1996: Gangster Glam (Glam)
- 2003: L’acqua… il fuoco
- 2003: Tot unter Lebenden (Une place parmi les vivants)
- 2004: Jean Jaurès – Mein Leben für Freiheit und Gerechtigkeit (Jean Jaurès, naissance d‘un géant)
- 2005: Mon petit doigt m’a dit …
- 2006: Les irréductibles
- 2007: Le cœur des hommes 2
- 2009: C’est mon tour (Fernsehfilm)
- 2009: Tricheuse
- 2009: Special Correspondents (Envoyés très spéciaux)
- 2009: L'internat (Fernsehserie, 10 Folgen)
- 2013: Julie Lescaut (Fernsehserie, 1 Folge)
- 2014: Salaud, on t’aime
- 2014, 2020: Commissaire Magellan (Fernsehserie, 2 Folgen)
- 2015: Le secret d'Elise (Fernsehserie, 6 Folgen)
- 2015–2016: Crime Scene Riviera (Section de recherches, Fernsehserie, 6 Folgen)
- 2017: Les Crimes silencieux (Fernsehfilm)
- 2018–2020: A Sun So Bright (Un si grand soleil, Fernsehserie)
- 2021: The Last Mercenary (Le dernier mercenaire)
- 2022–2023: Astrid et Raphaëlle (Fernsehserie, 7 Folgen)
- 2023: Demain nous appartient (Fernsehserie, 3 Folgen)
- 2023: Le petit blond de la casbah

## Auszeichnungen
- 1985: César-Nominierung, Beste Hauptdarstellerin für Die öffentliche Frau
- 1994: Genie-Award-Nominierung, Beste Darstellerin, für Im Zug der Leidenschaft

## Weiteres
In dem Vorwort zu Druuna X, schrieb der Comic-Künstler Paolo Eleuteri Serpieri, dass Valérie Kapriskys äußere Erscheinung in dem Spielfilm Die öffentliche Frau (La Femme publique) ihn bei der Gestaltung seiner Comicfigur Druuna inspiriert habe.